# Hetty Balkenende
Hetty Balkenende (Amsterdam, april 1939) is een Nederlands voormalig zwemster en synchroonzwemster.

## Biografie
Balkenende nam deel aan de EK van 1954 in Turijn. Ze won op die kampioenschappen met haar collega-zwemsters Loes Zandvliet, Joke de Korte en Geertje Wielema een zilveren medaille op de 4x100 meter vrije slag-estafette. Individueel werd ze vierde op de 400 meter vrije slag met een tijd van 5.21,60. Balkenende, een Amsterdams kantoormeisje, maakte in juli 1955 (samen met Jopie van Alphen, Rika Bruins en Atie Voorbij) deel uit van het team dat met een tijd van 5.00,1 een wereldrecord op de 4x100 meter wisselslag zwom. Datzelfde jaar behaalde ze de nationale titels op de 100 en 400 meter vrije slag. Nederland boycotte de Olympische Zomerspelen 1956 en zodoende nam Balkenende, hoewel wel geselecteerd, niet deel aan de wedstrijden in Melbourne.
Nadat ze stopte met het wedstrijdzwemmen, stapte ze over naar het synchroonzwemmen. Balkenende won in 1960 de allereerste Nederlandse kampioenschappen kunstzwemmen en zou zeven jaar achtereen solo die titel behalen. Ze was ook succesvol bij de duetten. In Salzburg, bij de officieuze Europese kunstzwemkampioenschappen in 1963, eindigde de inmiddels 24-jarige secretaresse op drie onderdelen - solo, duetten en technische oefeningen - eveneens op de eerste plaats.
Ze trok zich eind 1966 evenwel terug uit de wedstrijdsport. Op 15 april 1967 huwde ze met Jens Svensson, waarna ze naar Noorwegen verhuisde. Als Noorse won Hetty Balkenende Svensson in 1970 de nationale en Scandinavische/Nordic kampioenschappen synchroonzwemmen.

## Erelijst
- Europese kampioenschappen zwemmen 1954, 4x100 meter vrije slag, 4.33,2
- officieuze Europese kampioenschappen synchroonzwemmen 1963